# Louis Pierre Milcolombe Drummond
Louis Pierre Milcolombe Drummond de Melfort, né le 1er février 1760 à Paris, mort le 12 octobre 1833 à Vénissieux (Rhône), est un général français de la révolution et de l’Empire.

## États de service
Il entre en service le 14 janvier 1777, comme sous-lieutenant dans la compagnie écossaise des gardes du corps, il est nommé capitaine le 28 février 1778 au régiment de Bercheny-Hussards. En 1779, il est aide de camp de son père le comte de Melfort, et en 1780, il devient aide de camp du général de Wittgenstein, commandant la 2e division de l’armée de Rochambeau.
Le 15 juin 1781, il est affecté au régiment Royal-Dragons, et le 7 mai 1783, il est au régiment de Noailles-Dragons. Le 18 février 1784, il est lieutenant-colonel dans la compagnie écossaise des gardes du corps du roi, et il est licencié le 25 juin 1791 avec la disparition de ce corps.
Le 13 février 1809, il reprend du service comme colonel au 1errégiment étranger de la Tour d’Auvergne, il sert à l’armée de Naples de 1809  à 1812. Le 26 février 1812, il est démis de ses fonctions et rappelé à Paris pour y rendre compte d’un fait de détournement de fonds. Blanchi de ces accusations par la commission chargée de l’enquête, il est réintégré le 8 avril 1813. 
Le 5 mai 1813, il est à Florence avec son régiment lors de la campagne d’Italie de 1813 - 1814, il est fait chevalier de la Légion d’honneur le 3 décembre 1813. 
Lors de la première restauration, il est promu général de brigade le 31 décembre 1814, et il est mis en non activité le 4 mars 1815. 
Il est admis à la retraite le 1er janvier 1816. À partir du 24 janvier 1816, il exerce les fonctions de prévôt à la cour prévôtale de l’Ain.
Il meurt le 12 octobre 1833 à Vénissieux.

## Sources
- Nicolas de Saint-Allais, Nobiliaire universel de France, ou Recueil général des généalogies historiques des maisons nobles de ce royaume, l’auteur, 1840, 546 p. (lire en ligne), p. 84.
- M. Weiss, Biographie universelle ou Dictionnaire historique, Furne et Cie, 1841, 822 p. (lire en ligne), p. 445.